# Саласар Варон, Адриана
Адриана Саласар Варон (исп. Adriana Salazar Varón; род. 27 декабря 1963) — колумбийская шахматистка, международный мастер среди женщин (1990).
Многократная чемпионка Колумбии (1981, 1983, 1985, 1986, 1988, 1992, 1993, 1994, 1996). В составе сборной Колумбии участница шести Олимпиад (1982—1988, 1994—1996). Участница межзонального турнира в Азове (1990).

## Изменения рейтинга
| Графики недоступны из-за технических проблем. См. информацию на Фабрикаторе и на mediawiki.org. |